# Vogelkersluis
De vogelkersluis (Rhopalosiphum padi) is een bladluis behorend tot de familie Aphididae.

## Kenmerken
De vogelkersluis heeft vaak een peervormig lichaam. De vrij brede eivormige ongevleugelde levendbarende vrouwtjes hebben antennen die uit zes leden bestaan en grofweg net zo lang zijn als de helft van de lichaamslengte. Ze zijn meestal niet gepigmenteerd op de rug van het achterlijf. Gevleugelde vrouwtjes hebben donkere vlekken aan de rand.

## Waardplant
De primaire waardplant is de gewone vogelkers (Prunus padus), waar het opgerolde bladgallen maakt. Ze worden ook gevonden op Cyperaceae, Iridaceae (vooral Iris), Juncaceae en Typhaceae. Secundaire waardplanten bestaat uit verschillende grassoorten (Poaceae).

## Verspreiding
De verspreiding is bijna kosmopolitisch.